# Vitsjön (sjö i Pedersöre, Österbotten, Finland)
Vitsjön är en sjö i Finland. Den ligger i kommunen Pedersöre i den ekonomiska regionen  Jakobstadsregionen  och landskapet Österbotten, i den centrala delen av landet, 400 km norr om huvudstaden Helsingfors. Vitsjön ligger 67 meter över havet. Arean är 28,7 hektar och strandlinjen är 2,93 kilometer lång. Sjön  ingår i Esse å huvudavrinningsområde.   I omgivningarna runt Vitsjön växer i huvudsak blandskog.